# Гюиланский сапотекский язык
Гюиланский сапотекский язык (Güilá Zapotec, Zapoteco de San Dionisio Ocotepec, Zapoteco de San Pablo Güilá) — сапотекский язык, на котором говорят в агентствах Мататлан и Сан-Пабло-Гюила муниципалитета Сан-Дионисио-Окотепек штата Оахака в Мексике. Это один из диалектов гелавиаского сапотекского языка.